# Kabinet-Van Agt II
Het kabinet-Van Agt II was het Nederlandse kabinet van 11 september 1981 tot 29 mei 1982. Het kabinet werd gevormd door de politieke partijen Christen-Democratisch Appèl (CDA), Partij van de Arbeid (PvdA) en de Democraten 66 (D'66) na de Tweede Kamerverkiezingen van 1981. Het kabinet-Van Agt II was een meerderheidskabinet dat zowel in de Eerste Kamer en Tweede Kamer kon rekenen op een ruime meerderheid. Het kabinet-Van Agt II duurde nog geen negen maanden en kende door de slechte onderlinge verhoudingen tussen CDA en PvdA een moeizame kabinetsperiode.

## Verloop
Op 16 oktober 1981, amper een maand na het aantreden, komt het kabinet bijna ten val door een geschil tussen de CDA-bewindslieden en de PvdA-kabinetsleden over het te voeren financieel-economisch beleid tijdens de opstelling van de regeringsverklaring. De PvdA kon zich niet vinden in de aanpak van de werkloosheidsbestrijding. Minister-president Dries van Agt bood vervolgens het ontslag van het kabinet aan. Nooit eerder had een kabinet zijn ontslag aangeboden nog voordat het zich had gepresenteerd in de Tweede Kamer. Op 17 oktober 1981 benoemde koningin Beatrix PvdA'ers Cees de Galan en Victor Halberstadt als informateurs om een poging te doen om het kabinet te lijmen. Op 4 november 1981 werd het geschil opgelost en bleef het kabinet aan. De crisis bleek een voorteken voor deze coalitie en leidde vervolgens tot de val van het kabinet op 12 mei 1982.
Het kabinet kreeg te maken met grote financieel-economische problemen waardoor het kabinet nauwelijks aan regeren toekwam. Het kabinet hoopte door middel van een banenplan van vicepremier en minister van Sociale Zaken en Werkgelegenheid Joop den Uyl nieuwe werkgelegenheid te creëren. De toevoeging 'Werkgelegenheid' bij het ministerie van Sociale Zaken onderstreept die centrale rol bij een actief werkgelegenheidsbeleid. Door voortdurende nieuwe tegenvallers op de begroting stuitte de financiering echter op grote problemen. Daarnaast voelden de werkgeversorganisatie er weinig voor mee te werken en valt het niet mee om veel banen in de publieke sector te scheppen. De werkloosheid steeg begin 1982 naar ruim 600.000.
Begin 1982 werden voorstellen gelanceerd voor versobering van de Ziektewet. De bovenwettelijke uitkering (die werkgevers en werknemers via de cao regelen) moest worden geschrapt. Tegen deze plannen van vicepremier en minister van Sociale Zaken en Werkgelegenheid Joop den Uyl en staatssecretaris van Sociale Zaken en Werkgelegenheid Ien Dales ontstond breed maatschappelijk verzet, waarbij de vakbonden het voortouw namen. De Sociaal-Economische Raad (SER) bracht een negatief advies uit.
In het voorjaar van 1982 kondigde minister van Financiën Fons van der Stee aan dat er extra bezuinigingen van circa 4,5 miljard gulden nodig zijn om de overheidsfinanciën weer op de orde te krijgen.

## Ambtsbekleders
| Ambtsbekleders                            | Ambtsbekleders                      | Ambtsbekleders                                   | Ministers / Ministerie                       | Ministers / Ministerie | Termijn                             | Partij |
| ----------------------------------------- | ----------------------------------- | ------------------------------------------------ | -------------------------------------------- | --- | ----------------------------------- | ------ |
|                                           | A.A.M. (Dries) van Agt              | mr. A.A.M. (Dries) van Agt (1931–2024)           | Minister-president / Minister                | Algemene Zaken | 19 december 1977 – 4 november 1982  | CDA    |
|                                           | J.M. (Joop) den Uyl                 | drs. J.M. (Joop) den Uyl (1919–1987)             | Vicepremier / Minister                       | Sociale Zaken en Werkgelegenheid | 11 september 1981 – 29 mei 1982     | PvdA   |
| Minister                                  | J.M. (Joop) den Uyl                 | drs. J.M. (Joop) den Uyl (1919–1987)             | Nederlands- Antilliaanse Zaken               | | 11 september 1981 – 29 mei 1982     | PvdA   |
|                                           | J.C. (Jan) Terlouw                  | dr. J.C. (Jan) Terlouw (1931–2025)               | Vicepremier / Minister                       | Economische Zaken | 11 september 1981 – 4 november 1982 | D'66   |
|                                           | E. (Ed) van Thijn                   | drs. E. (Ed) van Thijn (1934–2021)               | Minister                                     | Binnenlandse Zaken | 11 september 1981 – 29 mei 1982     | PvdA   |
|                                           | M. (Max) van der Stoel              | mr. M. (Max) van der Stoel (1924–2011)           | Minister                                     | Buitenlandse Zaken | 11 september 1981 – 29 mei 1982     | PvdA   |
|                                           | A.P.J.M.M. (Fons) van der Stee      | mr. A.P.J.M.M. (Fons) van der Stee (1928–1999)   | Minister                                     | Financiën | 5 maart 1980 – 4 november 1982      | CDA    |
|                                           | J. (Job) de Ruiter                  | mr.dr. J. (Job) de Ruiter (1930–2015)            | Minister                                     | Justitie | 19 december 1977 – 4 november 1982  | CDA    |
|                                           | H.A.F.M.O. (Hans) van Mierlo        | mr. H.A.F.M.O. (Hans) van Mierlo (1931–2010)     | Minister                                     | Defensie | 11 september 1981 – 4 november 1982 | D'66   |
|                                           | M.H.M.F. (Til) Gardeniers-Berendsen | M.H.M.F. (Til) Gardeniers- Berendsen (1925–2019) | Minister                                     | Volksgezondheid en Milieuhygiëne | 11 september 1981 – 4 november 1982 | CDA    |
|                                           | J.A. (Jos) van Kemenade             | dr. J.A. (Jos) van Kemenade (1937–2020)          | Minister                                     | Onderwijs en Wetenschappen | 11 september 1981 – 29 mei 1982     | PvdA   |
|                                           | H.J. (Henk) Zeevalking              | mr. H.J. (Henk) Zeevalking (1922–2005)           | Minister                                     | Verkeer en Waterstaat | 11 september 1981 – 4 november 1982 | D'66   |
|                                           | J. (Jan) de Koning                  | drs. J. (Jan) de Koning (1926–1994)              | Minister                                     | Landbouw en Visserij | 11 september 1981 – 4 november 1982 | CDA    |
|                                           | M.P.A. (Marcel) van Dam             | drs. M.P.A. (Marcel) van Dam (1938)              | Minister                                     | Volkshuisvesting en Ruimtelijke Ordening | 11 september 1981 – 29 mei 1982     | PvdA   |
|                                           | A.A. (André) van der Louw           | A.A. (André) van der Louw (1933–2005)            | Minister                                     | Cultuur, Recreatie en Maatschappelijk Werk | 11 september 1981 – 29 mei 1982     | PvdA   |
| Ambtsbekleder                             | Ambtsbekleder                       | Ambtsbekleder                                    | Minister / Portefeuille / Ministerie         | Minister / Portefeuille / Ministerie | Termijn                             | Partij |
|                                           | C.P. (Kees) van Dijk                | drs. C.P. (Kees) van Dijk (1931–2008)            | Minister                                     | • Ontwikkelings- samenwerking (Buitenlandse Zaken) | 11 september 1981 – 4 november 1982 | CDA    |
| Ambtsbekleders                            | Ambtsbekleders                      | Ambtsbekleders                                   | Staatssecretaris / Portefeuille / Ministerie | Staatssecretaris / Portefeuille / Ministerie | Termijn                             | Partij |
|                                           | S.J. (Saskia) Stuiveling            | drs. S.J. (Saskia) Stuiveling (1945–2017)        | Staatssecretaris                             | • Agglomeratie Zaken • Grote Stedenbeleid • Decentralisatie • Gemeentelijke Herindeling (Binnenlandse Zaken)                                                                | 11 september 1981 – 29 mei 1982     | PvdA   |
|                                           | G. (Gerard) van Leijenhorst         | drs. G. (Gerard) van Leijenhorst (1928–2001)     | Staatssecretaris                             | • Minderheden- beleid • Rampen- bestrijding • Hulpverlening (Binnenlandse Zaken)                                                                                            | 11 september 1981 – 4 november 1982 | CDA    |
|                                           | H. (Hans) van den Broek             | mr. H. (Hans) van den Broek (1936–2025)          | Staatssecretaris                             | • Europese Zaken (Buitenlandse Zaken) | 11 september 1981 – 4 november 1982 | CDA    |
|                                           | J.C. (Hans) Kombrink                | J.C. (Hans) Kombrink (1946)                      | Staatssecretaris                             | • Fiscale Zaken • Belastingdienst • Comptabiliteits- wetgeving • Kansspelen • Staatsloterij • Muntwezen • Verzekerings- maatschappijen (Financiën)                          | 11 september 1981 – 29 mei 1982     | PvdA   |
|                                           | M. (Michiel) Scheltema              | mr.dr. M. (Michiel) Scheltema (1939)             | Staatssecretaris                             | • Integratie • Immigratie • Asielzaken • Vreemdelingen- zaken • Rechts- bescherming • Privaatrecht • Jeugdbescherming • Delinquentenzorg • Grondwets- herziening (Justitie) | 11 september 1981 – 4 november 1982 | D'66   |
|                                           | P.H. (Piet) van Zeil                | P.H. (Piet) van Zeil (1927–2012)                 | Staatssecretaris                             | • Midden- en Kleinbedrijf • Regionale Industrialisatie • Consumenten- beleid • Toerisme (Economische Zaken)                                                                 | 11 september 1981 – 22 juni 1986    | CDA    |
|                                           | W. (Wim) Dik                        | ir. W. (Wim) Dik (1939–2022)                     | Staatssecretaris                             | • Internationale Handel • Export- bevordering (Economische Zaken) | 11 september 1981 – 4 november 1982 | D'66   |
|                                           | A. (Bram) Stemerdink                | mr. A. (Bram) Stemerdink (1936)                  | Staatssecretaris                             | • Materieel- voorzieningen • Militair Recht (Defensie) | 11 september 1981 – 29 mei 1982     | PvdA   |
|                                           | C.L.J. (Cees) van Lent              | J. (Jan) van Houwelingen (1939–2013)             | Staatssecretaris                             | • Personeels- beleid (Defensie) | 14 september 1981 – 7 november 1989 | CDA    |
|                                           | J.J. (Ineke) Lambers-Hacquebard     | mr. J.J. (Ineke) Lambers- Hacquebard (1946–2014) | Staatssecretaris                             | • Milieuzaken (Volksgezondheid en Milieuhygiëne) | 11 september 1981 – 4 november 1982 | D'66   |
|                                           | C.I. (Ien) Dales                    | drs. C.I. (Ien) Dales (1931–1994)                | Staatssecretaris                             | • Sociale Zekerheid • Ouderenbeleid • Gehandicapten- beleid (Sociale Zaken en Werkgelegenheid)                                                                              | 11 september 1981 – 29 mei 1982     | PvdA   |
|                                           | H. (Hedy) d'Ancona                  | drs. H. (Hedy) d'Ancona (1937)                   | Staatssecretaris                             | • Arbeids- omstandigheden • Jeugdbeleid • Armoedebeleid • Bijstand • Emancipatie- beleid • Volwassen- enonderwijs (Sociale Zaken en Werkgelegenheid)                        | 11 september 1981 – 29 mei 1982     | PvdA   |
|                                           | W.J. (Wim) Deetman                  | drs. W.J. (Wim) Deetman (1945)                   | Staatssecretaris                             | • Algemeen Voortgezet Onderwijs (Onderwijs en Wetenschappen) | 11 september 1981 – 29 mei 1982     | CDA    |
|                                           | A.J. (Ad) Hermes                    | A.J. (Ad) Hermes (1929–2002)                     | Staatssecretaris                             | • Basisonderwijs • Lerarenbeleid • Verzorgings- structuur (Onderwijs en Wetenschappen)                                                                                      | 11 september 1981 – 4 november 1982 | CDA    |
|                                           | J.C.Th. (Jaap) van der Doef         | J.C.Th. (Jaap) van der Doef (1934–2025)          | Staatssecretaris                             | • Wegverkeer • Openbaar Vervoer • Luchtvaart • Spoorwegen • Scheepvaart • Waterbeleid • PTT (Verkeer en Waterstaat)                                                         | 11 september 1981 – 29 mei 1982     | PvdA   |
|                                           | S. (Siepie) de Jong                 | S. (Siepie) de Jong (1940)                       | Staatssecretaris                             | • Ruimtelijke Ordening • Rijks- gebouwendienst • Woningcorporaties • Woonwagenbeleid • Bijzondere Woonbehoeftes (Volkshuisvesting en Ruimtelijke Ordening)                  | 11 september 1981 – 29 mei 1982     | PvdA   |
|                                           | H.A. (Hans) de Boer                 | H.A. (Hans) de Boer (1937)                       | Staatssecretaris                             | • Maatschappelijke Ontwikkeling • Vrijwilligers- werk • Cultuurbeleid • Kunstbeleid • Mediabeleid • Sport • Natuurbehoud (Cultuur, Recreatie en Maatschappelijk Werk)       | 11 september 1981 – 29 mei 1982     | CDA    |
| Bron: Kabinet-Van Agt II Rijksoverheid.nl |                                     |                                                  |                                              | |                                     |        |

## Kabinetsformatie
- Tweede Kamerverkiezingen 1981: 26 mei 1981
- Beëdiging kabinet: 11 september 1981
- Duur formatie: 107 dagen
- Informateurs
  - drs. J. (Jan) de Koning (CDA), (30 mei 1981 – 3 augustus 1981) 66 dagen
  - drs. R.F.M. (Ruud) Lubbers (CDA), (30 mei 1981 – 3 augustus 1981) 66 dagen
  - drs. E. (Ed) van Thijn (PvdA), (10 juli 1981 – 3 augustus 1981) 25 dagen
- Formateurs
  - dr. J. (Sjeng) Kremers (CDA), (4 augustus 1981 – 19 augustus 1981) 16 dagen
  - drs. E. (Ed) van Thijn (PvdA), (4 augustus 1981 – 19 augustus 1981) 16 dagen
- Informateur
  - mr.dr. W.F. (Gaius) de Gaay Fortman (CDA), (20 augustus 1981 – 1 september 1981) 13 dagen
- Formateur
  - mr. A.A.M. (Dries) van Agt (CDA), (2 september 1981 – 10 september 1981) 8 dagen

## Reden ontslagaanvraag
De politieke en karakterverschillen tussen minister-president Dries van Agt (CDA) en vicepremier Joop den Uyl (PvdA) waren zo groot dat ze leidden tot diverse aanvaringen. Op 12 mei 1982 kwam er een einde aan het kabinet-Van Agt II. De PvdA-bewindslieden konden zich niet vinden in het financieel-economisch beleid, meer in het bijzonder in de financiering van het werkgelegenheidsbeleid. Op 29 mei 1982 traden alle PvdA-bewindslieden af en werd het rompkabinet Van Agt III gepresenteerd.